# Peter Blom
 Ikke at forveksle med Gustav Peter Blom.
Peter Blom (født 27. maj 1828 i Drammen, død 21. september 1912 i Gjøvik) var en norsk gejstlig og forfatter.
Blom, der blev cand. theol. 1854, blev præst ved den norsk-svenske legation i Konstantinopel 1858—64 og rejste i Ægypten og Palæstina. Han blev 1864 præst i Valle Sogn, Setesdalen, hvor han omtrent den hele tid var herredets ordfører, 1880 forflyttet til Vardal ved Gjøvik, hvor han 1903—10 tillige var provst i Tolen. Blom udgav blandt andet Rejse til Jerusalem og Omegn (1870) og Fra Østerland (1875), de værdifulde bygdebeskrivelser Valle (1895) og Vardal (1899), endelig en del andagtsbøger og nogle samlinger religiøse sange, til hvilke den flersidig begavede mand selv komponerede musik. I yngre år havde han endog fået opført orkesterværket En Drøm paa Højfjeldet.